# اتنگ

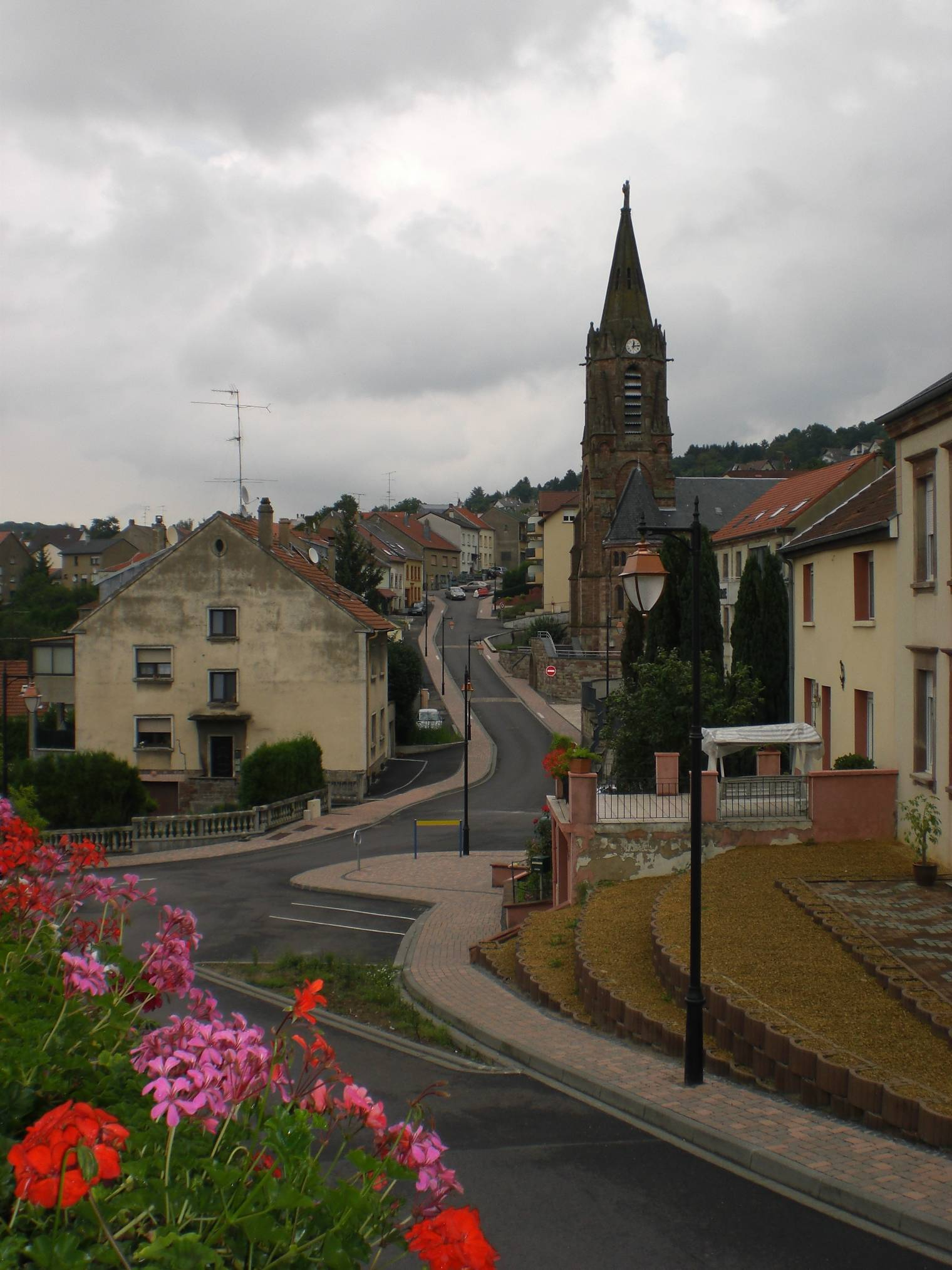
کلیسای اتنگ

اتنگ (به فرانسوی: Œting) یک کمون در فرانسه است که در Canton of Behren-lès-Forbach واقع شده‌است.

## خصوصیات
اتنگ ۴٫۳۹ کیلومترمربع مساحت و ۲٬۴۵۹ نفر جمعیت دارد.